# Dermestes murinus
Dermestes murinus, der Mausgraue Speckkäfer, ist ein Käfer aus der Familie der Speckkäfer. Die Gattung Dermestes ist weltweit mit über 80 Arten in vier Untergattungen vertreten, in Europa mit zwölf Arten in drei Untergattungen. Dermestes murinus gehört zur Untergattung Dermestinus.

## Bemerkungen zum Namen
Der Käfer wurde bereits 1758 in der berühmten 10. Auflage von Linnés Systema Naturae unter dem noch heute gültigen Namen beschrieben. Die Beschreibung enthält den Satzteil fusco cinereoque nebulosus (lat. „dunkel und aschfarben gewölkt“). Dies lässt den Käfer von weitem grau erscheinen und erklärt den Artnamen murinus von lat. „murīnus, a, um“ für „mäusegrau behaart“. Linné führt in seiner Beschreibung eine deutschsprachige Beschreibung von Käfer und Larve sowie Abbildungen von 1736 an mit dem Titel: Vom schwartzen glatten Fett-Wurm und dem Kefer daraus.
Die Gattung Dermestes wurde ebenfalls 1758 von Linné aufgestellt. Der Gattungsname Dermestes ist von altgr. δερμηστής „dermestés“ abgeleitet. Mit diesem Namen wird im Griechischen die Pelzmotte belegt, etymologisch ist das Wort auf Haut- und -esser zurückführbar. Herbst bemerkt dazu: Der Name spielet darauf an, dass die zu dieser Gattung gehörigen Käfer so wie ihre Larven von Häuten, Pergament, Leder und anderen dergleichen Dingen leben.
Als deutsche Namen für den Käfer sind überliefert: Mäusekäferchen, mausfärbiger Speckkäfer, das wollichte braun und aschgrau gewölkte Speckkäferchen, der Mäusefärbigte, der neblichte Hautfresser (in Anlehnung an den französischen Namen nebuleux), mäusefärbiger Speckkäfer, mausfarbiger Schabkäfer, Mauskäfer, Mauskäfergen, Mäuse-Speckkäfer.

## Eigenschaften des Käfers
| | |
| Abb. 1: Ansicht von vorn und von der Seite                                                                                     | |
| | |
| Abb. 2: Unterseite | Abbildung 3 von 1869                                                                                        |
| | Abb. 4: Ausschnitt Bauch grün: Mittelhüfte blau: Hinterhüfte rot: Episternum Hinterbrust gelb: kahle Fläche |
| | |
| Abb. 5: Ausschnitt Hinterleib von unten, links Männ- chen nach Reitter, rechts Weibchen 1,2,..,5 Nummern des Abdominalsternits | |
| | |
| Abb. 6: Schenkel von Mittelbein (oben) und Hinterbein (unten) Pfeile auf Querband                                              | Abb. 7: Halsschild Pfeile auf Flecken (Kopf oben, unten Schildchen)                                         |
| | |
| Abb. 8: Schiene des Hinterbeins, (Hinterleib und Tar- sus ausgegraut) (Abb. 6 und 8 sind Derivate von NHM beetles and Bugs)    | |

Der Käfer ist wie alle Arten der Gattung länglich oval mit nur wenig konvexen Seiten und im Querschnitt stark gewölbt. Er wird sieben bis neun Millimeter lang. Der Käfer ist schwarz und dreifarbig behaart. Oberseits ist die schwarze Behaarung mit in Gruppen verdichtet stehenden bläulichgrauen Haaren gemischt, wodurch der Käfer auf der ganzen Oberseite, auch auf dem Halsschild, wolkig grau gescheckt (marmoriert) erscheint. Nur das Schildchen, und gewöhnlich weitgehend ein Saum am Hinterrand des Halsschilds und meist zwei symmetrische unscheinbare kleine Flecke hinter der Halsschildmitte sowie gelegentlich Stellen am Halsschildvorderrand sind goldgelb behaart. Die ganze Oberfläche ist dicht punktiert.
Der Kopf ist dicht und grob punktiert. Die halbkugelförmigen Augen liegen seitlich am Kopf. Die kurzen elfgliedrigen Fühler sind an den Seiten der Stirne vor den Augen eingelenkt. Sie werden in der Ruhelage in eine Mulde vor den Vorderhüften eingelegt, eine Fühlerrinne fehlt. Die Geißel der Fühler (Abb. 3 Mitte) ist glänzend braun bis schwarz, die Endglieder bilden eine viergliedrige Keule, deren Basisglied sehr klein ist. Die Keule ist ziemlich groß, lose gegliedert und samtschwarz, nicht wie bei dem ähnlichen Dermestes undulatus rotbraun. Sie ist fast so groß wie der restliche Fühler. Die Stirne trägt kein Einzelauge. Die Oberlippe ist vorn leicht gerundet, ihr Vorderrand ist mit gelbgoldenen Haaren besetzt. Die Oberkiefer sind einfach zugespitzt und nicht gezähnt. Sie tragen auf der Innenseite einen bewimperten Hautsaum. Die Kiefertaster sind viergliedrig, das Endglied walzig und abgestutzt. Die Lippentaster sind dreigliedrig mit eiförmigem und abgestutztem Endglied.
Der Halsschild ist stark gewölbt und die Vorderecken herabgebogen, so dass von vorn betrachtet der Vorderrand des Halsschilds halbkreisförmig erscheint (in Abb. 1 links). In der Aufsicht erweitert sich der Halsschild über die ersten drei Fünftel bogenförmig, danach verlaufen die Seiten parallel oder sie nähern sich einander schwach. Die Hinterwinkel zeigen etwas nach hinten. Die goldgelben kleinen Flecken liegen bezüglich der Breite in der Mitte zwischen Halsschildmitte, und Halsschildrand, bezüglich der Länge etwas hinter der Mitte des Halsschilds (Pfeilspitzen in Abb. 7). Der Saum der Basis und die Hinterwinkel des Halsschilds sind häufig ebenfalls goldgelb behaart, gelegentlich auch Teile des Vorderrands.
Das Schildchen (Abb. 7 unten Mitte) ist vorn überwiegend weißlich, hinten mehr gelbgolden behaart.
Die Seiten der Flügeldecken verlaufen bis hinter die halbe Länge annähernd parallel, dahinter enden die Flügeldecken gemeinsam verrundet.
Die Schienen sind längs gekantet (schlecht erkennbar), an der Außenseite deutlich gezähnt und am Ende auf der Außenseite doppelt bedornt (Abb. 8). Die Hinterschenkel, oft auch die Schenkel der anderen Beine, tragen eine deutlich abgegrenzte, vollständig weiß behaarte Querbinde (Pfeilspitzen in Abb. 6). Außerdem sind weitere Teile der Beine weiß behaart, aber weniger auffällig. Die Tarsen sind alle fünfgliedrig.
Das erste Sternit ist nicht nach vorn kragenartig verlängert, das zweite Sternit ist länger als breit.
Die Unterseite (Abb. 2) ist weitgehend durch eine dichte, kurze, samtartige, leuchtend weiße, gelegentlich auch blass rosa Behaarung bedeckt. Es bleiben jedoch art- und geschlechtsspezifisch bestimmte Stellen kahl und lassen so die schwarze Farbe des Käfers erkennen. Bei Dermestes murinus laufen am zur Hinterbrust gehörigen Episternum (Postepisternum, Metaepisternum, in Abb. 4 rot umrahmt) die zwei Flecken, die bei anderen Arten getrennt am Außenrand und an der vorderen Ecke liegen, zu einem Band zusammen, das die Außenseite der Metaepimere von vorn bis über die Mitte schwarz erscheinen lässt (in Abb. 4 gelb umrahmt). Die ersten vier Bauchsegmente zeigen durch fehlende Behaarung je am Außenrand einen schwarzen Fleck. Der Fleck des ersten Segments ist besonders groß, die folgenden sind klein und rundlich, so dass sie zusammen wie die Zähnung einer Briefmarke wirken (Abb. 5 rechts). Die Behaarung des letzten Bauchsegments ist auf drei Flecken reduziert, die jeweils am Vorderrand des Sternits an den beiden Seiten und in der Mitte liegen. Nur bei den Männchen befindet sich in der Mitte des dritten und vierten Sternits eine nabelförmige, mit einem Borstenbüschel besetzte Struktur (Pfeilspitzen in Abb. 5 links).

## Larve
Die Larven der Speckkäfer sehen sich sehr ähnlich. Sie sind raupenähnlich und besitzen alle zur Fortbewegung sechs Beine, die mit einer hakenförmigen Kralle enden. Auch der röhrenförmige Anus (10. Hinterleibssegment) wird zur Fortbewegung eingesetzt. Außerdem sind alle Larven der Gattung Dermestes dicht und lang abstehend gelblich bis bräunlich behaart. Die viergliedrigen Fühler verjüngen sich von Glied zu Glied stark, das Endglied trägt eine Borste. Hinter den Fühlern sitzen auf jeder Seite des kleinen, rundlichen Kopfes vier plus zwei Einzelaugen. Die kurzen Oberkiefer enden dreizähnig. Die Kiefertaster sind kurz und dreigliedrig, das Endglied trägt eine Borste. Die Unterlippe trägt eine halbkreisförmige Zunge, die Lippentaster sind zweigliedrig. Die Larve von Dermestes murinus (Abb. 3 rechts und Bild im Internet) ist im letzten Stadium ziemlich dunkel, nahezu schwarz, auf dem Rücken verläuft kein durchgehend helles Längsband, nur die Intersegmentalmembranen der Brustsegmente und der vorderen Hinterleibssegmente erscheinen als weiße Querbänder, wenn sich die Larve streckt. Die Larve trägt am neunten Abdominalring auf dem Rücken eine Horngabel (Urogomphi). Die Arme der Urogomphi sind leicht nach oben gekrümmt. Sie enden spitz und sind dreimal so lang wie an der Basis breit. Die ersten Abdominalringe weisen auf dem Rücken keine chitinösen Zähnchen auf. Die Hinterleibssegmente tragen einen Ring aufrechter rotbrauner Haare und dahinter einen Ring fast anliegender gelbbrauner Haare. Nahe dem Vorderrand tragen die Abdominalsegmente dorsal keine Haare. Sie sind deswegen dort glänzend.

## Biologie
Die Art ist im Freiland überall zu finden, wo geeignete Nahrung zur Verfügung steht. Sie ist im Freien die häufigste Art der Gattung. Käfer und Larve ernähren sich von tierischen Stoffen. Sie sind vor allem an trockenen Äsern kleiner Vögel und Säugetiere, unter fast trockenen Knochen und Hufen, an Fellresten zu finden, auch in Vogelnestern, häufig in Storchen- und Reihernestern. Die Larven sollen weit effektiver beim Reinigen von kleinen Skeletten (durch Abnagen der Fleischreste) sein als Ameisen.
Die Larven entwickeln sich in fast trockenen Tierresten, jedoch gehören sie zu den ökologischen Gruppen, die dabei noch eine Feuchtigkeit der Nahrung von über 15 % benötigen. Da sie sich nicht von einer Nahrungsquelle zur nächsten fortbewegen können, ist die Entwicklungszeit relativ kurz (bei günstigen Bedingungen nur fünf bis sieben Wochen vom Ei zum adulten Käfer) im Verhältnis zur Lebenszeit des fertigen Käfers. Außerdem können die Larven keine Hungerperioden überleben und bei Verknappung der Nahrung tritt Kannibalismus auf. Zur Verpuppung schaffen sich die Larven eine Höhle, sie besitzen jedoch keine morphologischen Anpassungen, die ihnen ein Leben im Boden erleichtern würden. Die Eier der Weibchen reifen nicht alle gleichzeitig, die Weibchen können über längere Zeit mehrmals Chargen von Eiern ablegen. Die Ablage geschieht an der Nahrungsquelle oder in unmittelbarer Nähe der Nahrungsquelle in Erdspalten. Die Weibchen finden geeignete Nahrungsquellen im Flug. Die Überwinterung der Art erfolgt als Käfer. Gegenüber anderen Arten der Untergattung Dermestinus, die ähnliche Eigenschaften zeigen, grenzt sich Dermestinus murinus dadurch ab, dass die Art bevorzugt in bewaldetem Gebiet vorkommt. Menschliche Behausungen werden in aller Regel gemieden.
Der Entwicklungszyklus ist einjährig. Nach Beobachtungen in der Region Stawropol können die Weibchen bei günstigen Bedingungen mehrmals Eier ablegen, es überleben dort jedoch nur Käfer den Winter, die vor September geschlüpft sind. Die Käfer sind tag- und nachtaktiv, sie haben am Vormittag und am Nachmittag ein deutliches Aktivitätsmaximum, während mittags die Aktivität stark zurückgeht.
Bei Untersuchungen mit Kaninchenkadavern (kleine Kadaver) wurden Käfer von Dermestes murinus erst ab dem Verwesungsstadium 3 (Maximum des Ammoniumgeruchs) gefunden und traten am häufigsten im Stadium 4 (Fleisch bereits von Fliegenlarven verzehrt) auf, die Larven waren erst kurz vor dem Austrocknen und in den trockenen Teilen der Äser nachweisbar. Bei auf Lichtungen ausgelegten Äsern stellte Dermestes murinus 60 % der saprophagen Käferlarven, im Waldesinnern nur etwas über 10 %. Käfer wurden von Beginn der Untersuchung im April bis in den Oktober angetroffen, Larven von Mai bis Ende August. Bei einem Experiment mit Schweinekadavern (große Kadaver), das in jeder der vier Jahreszeiten durchgeführt wurde, wurde der Käfer nur im Frühjahr gefunden, dann aber sehr zahlreich.

## Verbreitung
Als Verbreitungsgebiet des Käfers wird gewöhnlich die Paläarktis angegeben. Die Art ist in Europa überall bis Lappland im Norden zu finden, aber nicht in alpinen Lagen. Nach Osten ist der Käfer in Unterarten bis nach Nordchina und Korea zu finden. Nach Süden erreicht er Nordafrika. Dank des weltweiten Handels kann er jedoch gelegentlich überall auftauchen. So wird er bereits 1832 in einer Revision der Dermestidae der US aufgeführt und bereits 1833 als Käfer der alten und neuen Welt gelistet. Fauvel rechnet die Art zu den Kosmopoliten. Schäden an aus Australien nach England eingeführten Fellen wurden als von Dermestes murinus hervorgerufen interpretiert, die Art wird jedoch in Australien als „nicht anwesend“ geführt.